# Cyanopepla scintillans
Cyanopepla scintillans är en fjärilsart som beskrevs av Butler 1872. Cyanopepla scintillans ingår i släktet Cyanopepla och familjen björnspinnare. Inga underarter finns listade i Catalogue of Life.